# Hystricidae
Famille
Les Hystricidés (Hystricidae) sont une famille de rongeurs qui rassemble les porcs-épics de l'Ancien monde.

## Description
Les porcs-épics hystricidés sont de grands rongeurs dont le corps est recouvert de piquants de longueur et d'épaisseur variables selon l'espèce.

## Répartition
Ils se rencontrent dans les régions chaudes d'Afrique et d'Asie. 

Répartition des porcs-épics hystricidés atherus, hystrix et trichis

Seul le Porc-épic à crête (Hystrix cristata) est observé en Europe, en Sicile et dans le Sud de l'Italie.

## Classification
Cette famille a été décrite pour la première fois en 1817 par le naturaliste saxon devenu sujet russe Gotthelf Fischer von Waldheim (1771-1853). 

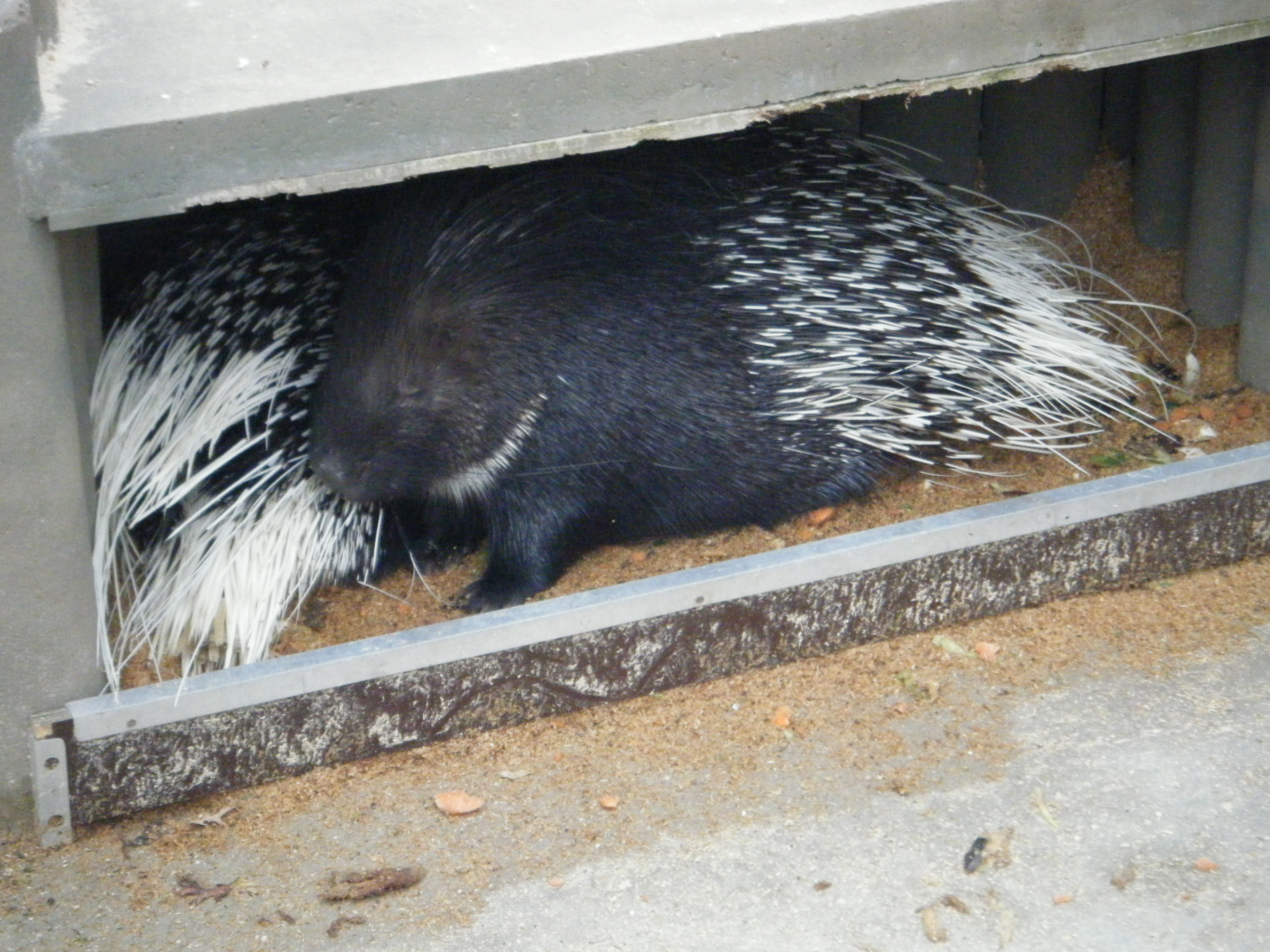
Porc épic

La famille des Hystricidés est classée dans le sous-ordre des Hystricomorphes (ou celui des Hystricognathes selon les auteurs plus anciens).
On ne doit pas les confondre avec une famille voisine, les Éréthizontidés, qui rassemble les porcs-épics du Nouveau monde que l'on différencie généralement par leurs piquants moins longs que ceux de l'Ancien monde, et la queue préhensile chez les espèces arboricoles.

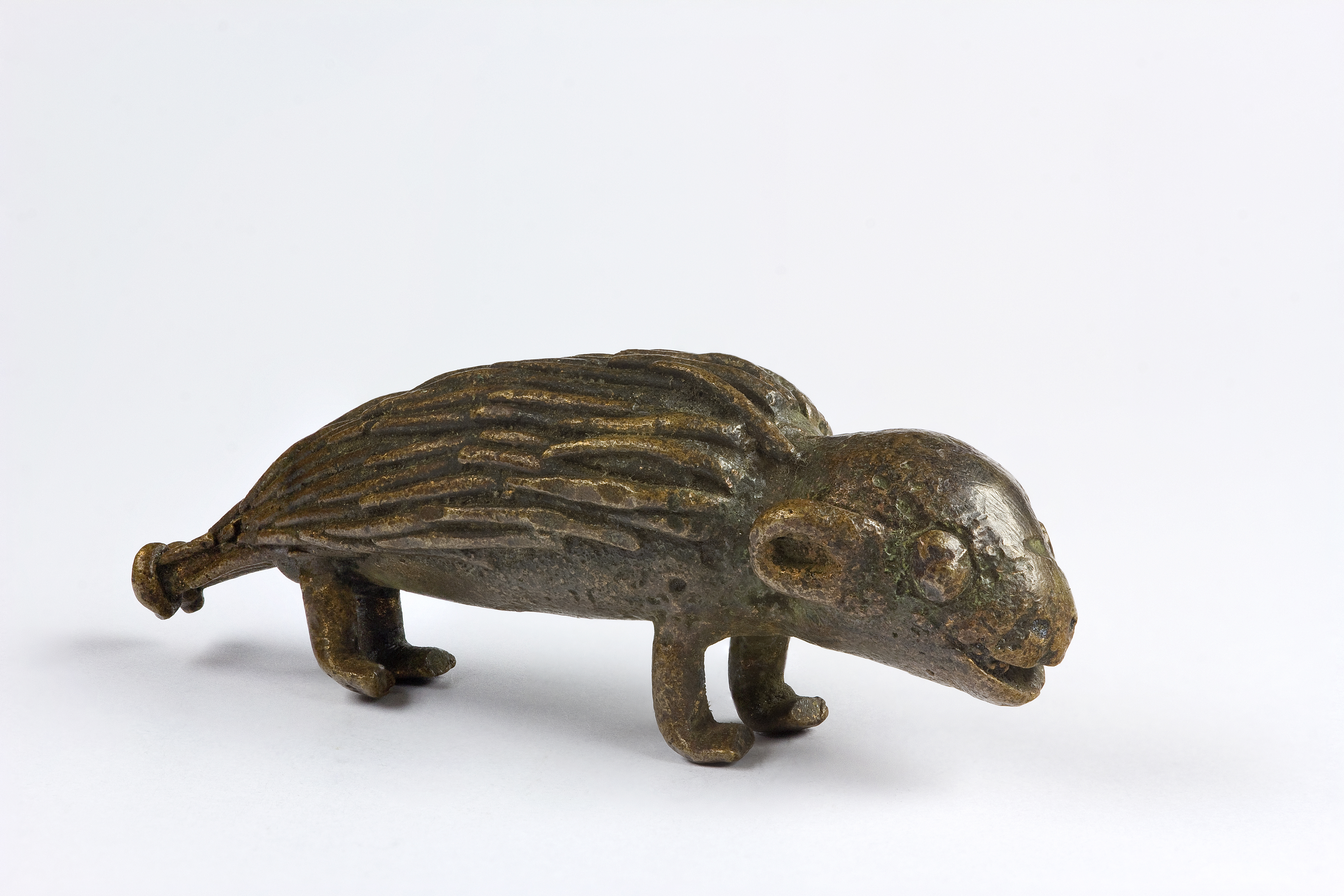
Poids-monnaie/Poids à peser l'or - Porc-épic – Muséum de Toulouse

### Liste des genres
Selon Mammal Species of the World (version 3, 2005)  (21 mars 2014), Catalogue of Life (21 mars 2014) et ITIS (21 mars 2014) :
- genre Atherurus F. Cuvier, 1829
- genre Hystrix Linnaeus, 1758
- genre Trichys Günther, 1877

Selon Paleobiology Database (21 mars 2014) :
- genre Acanthia
- genre Atherurus
- genre Hystrix
- genre Sivacanthion
- genre Spygurus
- genre Trichys
- genre Xenohystrix

Le genre Thecurus n'est plus reconnu et les espèces sont reclassées dans Hystrix.

### Liste des sous-genres
Selon Mammal Species of the World (version 3, 2005)  (21 mars 2014) :
- genre Atherurus
- genre Hystrix
  - sous-genre Hystrix (Acanthion)
  - sous-genre Hystrix (Hystrix)
  - sous-genre Hystrix (Thecurus)
- genre Trichys

## Noms vernaculaires
Liste de noms vernaculaires français dans cette famille :
- Porc-épic à queue en brosse africaine, Atherurus africanus
- Porc-épic à queue en brosse asiatique, Atherurus macrourus
- Porc-épic à crête, Hystrix cristata
- Porc-épic du cap, Hystrix africaeaustralis
- Porc-épic hymalayan, Hystrix hodgsoni
- Porc-épic indien, Hystrix indicus
- Porc-épic malais, Hystrix brachyura
- Porc-épic de Bornéo, Thecurus crassispinis
- Porc-épic de Philippine, Thecurus pumilis
- Porc-épic de Sumatra, Thecurus sumatrae
- Porc-épic à la longue queue, Trichys fasciculata